# تسویکا
شهر تسویکا (به آلمانی: Zwenkau) در ایالت زاکسن در کشور آلمان واقع شده‌است.